# Подарок (фильм, 2009)
«Пода́рок» (англ. The Gift или Echelon Conspiracy) — американский художественный фильм в жанре боевика с элементами триллера режиссёра Грега Маркса. Слоган фильма: Security comes at a price (в российском прокате «Не дай себя поймать»). Премьера состоялась 12 марта 2009 года (в России 2 апреля 2009). Рейтинг MPAA: детям до 13 лет просмотр нежелателен.

## Сюжет
Американская спецслужба АНБ разрабатывают систему для всеобщего слежения в целях безопасности. Когда сенат отвергает применение этой системы, она берёт контроль в свои руки. Но как потом оказывается — это вполне устраивает тех людей в правительстве США, которые ради безопасности страны готовы пожертвовать свободами своих же граждан. Особенно в этом заинтересован глава национальной безопасности Рэймон Берк.
Российские разведчики, заинтересованные в отключении «Эшелона», разрабатывают операцию. По плану, Макс Петерсон совместно с агентом Грантом, должны отключить «Эшелон». Для осуществления этого Юрий Малинин, будучи сотрудником ВС РФ, убеждает главного героя в том, что система неисправна, после чего Макс и Грант решают её отключить.
Однако шеф АНБ Берк запрещает это Гранту, угрожая при этом судом. Несмотря на это, герои решают прекратить работу «Эшелона», для чего находят местоположение серверов «Эшелона». При попытке отключения система закачивает обновления и запрашивает разрешение на их установку. Всё это время Грант сдерживает отряд оперативников АНБ во главе с Ридом. В последний момент Максу всё-таки удается «заставить» систему удалить дистрибутивы и отключиться.

## В ролях
| Актёр           | Роль                                                       |
| --------------- | ---------------------------------------------------------- |
| Шейн Уэст       | Макс Петерсон                                              |
| Эдвард Бёрнс    | Джон Рид                                                   |
| Винг Рэймс      | агент Дейв Грант                                           |
| Тамара Фельдман | Камилла                                                    |
| Мартин Шин      | Реймон Бёрк, глава Агентства национальной безопасности США |
| Гоша Куценко    | русский генерал                                            |
| Сергей Губанов  | Юрий Малинин                                               |
| Джонатан Прайс  | Миллер                                                     |
| Сандра Де Суза  | девушка-техник в казино                                    |

## Дополнительные факты
- В Москву Петерсон и Рид прибывают на Киевский вокзал, хотя поезда из Праги в Москву прибывают на Белорусский вокзал. Впрочем, возможно, имелся в виду аэроэкспресс из аэропорта Внуково.
- В начале фильма нам говорят «Вашингтон, округ Колумбия», далее мы видим сцену с женщиной в метро, однако на кадрах не Вашингтонский метрополитен, а одна из станций Пражского метрополитена.